# Drielsedijk
De Drielsedijk is een dijk in de Nederlandse gemeente Arnhem die loopt van Elden tot aan de spoorbrug Oosterbeek. De Drielsedijk is een voortzetting van de Huissensedijk. Van Elden tot de Batavierenweg is de dijk niet meer in gebruik als waterkering. Deze functie is hier overgenomen door de Dijk langs de Batavierenweg. Kort na de kruising met de Batavierenweg heeft de Drielsedijk weer de functie van bandijk. Na de spoorbrug gaat de Drielsedijk over in de Drielse Rijndijk.

## Dijkdoorbraken
Langs de dijk liggen verschillende kolken of wielen ontstaan door dijkdoorbraken. 

### Wiel bij het Zwaantje

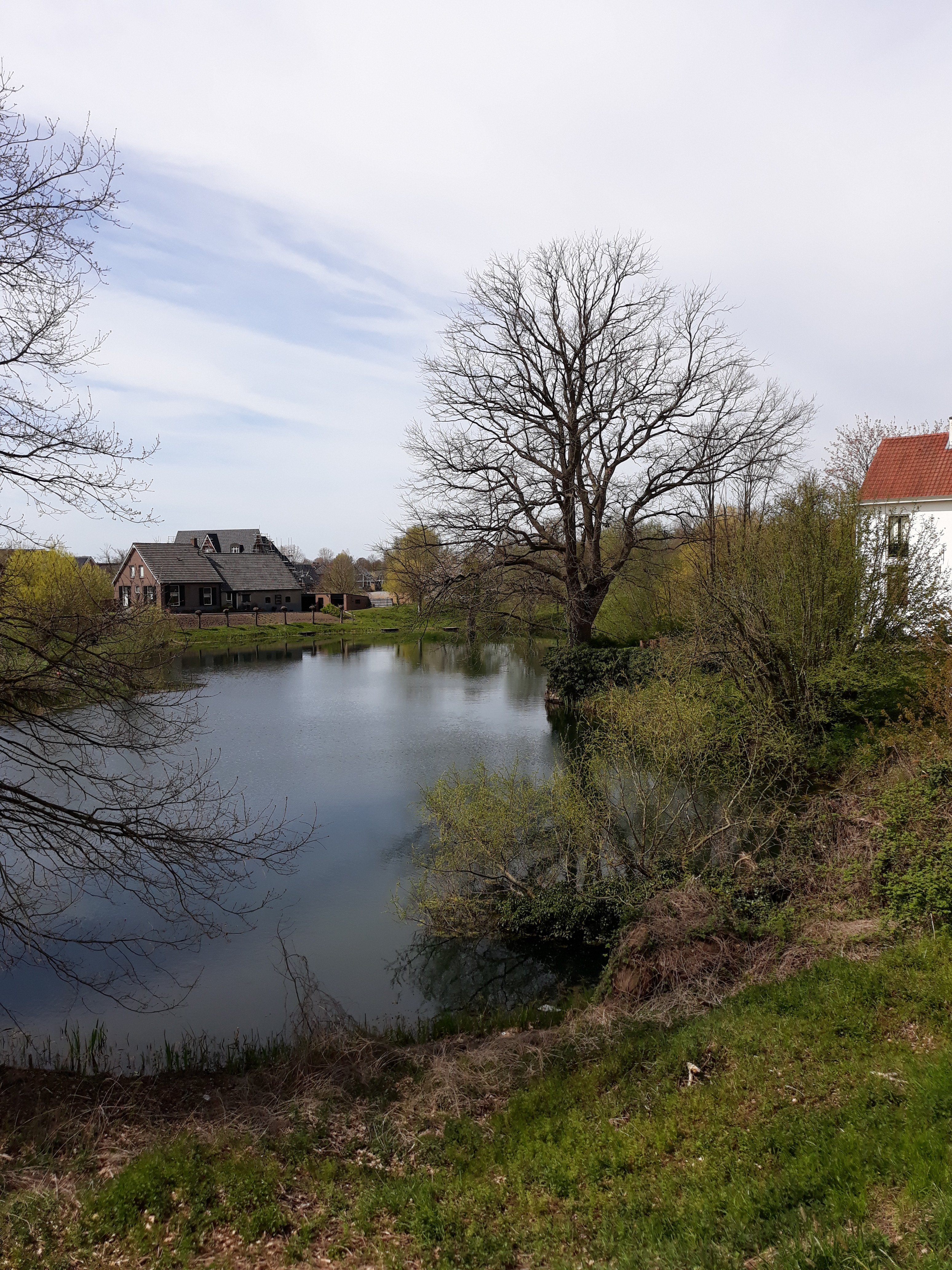
Wiel bij t Zwaantje

Aan het begin van de Drielsedijk, en het eind van de Huissensedijk, ligt de Wiel bij het Zwaantje, ook wel Kolk van Knuiman, Kolk van de dames Dijkshoorn of Voorburgse Kolk genoemd. Deze kolk ontstond in 1711, waarbij als gevolg van snelle dooi de Malburgsche Polder ondergelopen was. De dijkdoorbraak viel ter plaatse van een sluis: het punt waar de voormalige Grift – de trekvaartverbinding tussen Arnhem en Lent – de Rijndijk kruiste. Aan de westkant van de trekvaart lag een dijk – de Griftdijk – waarover een lijnpad liep. Prompt na de Eldense dijkbreuk vaagde het vloedwater ook het nabijgelegen deel van de Griftdijk weg. Doordat Rijndijk en Griftdijk bezweken, werden twee wielen gevormd die met elkaar fuseerden. Dit is ook nu nog steeds te zien aan de vorm van de plas. 
In de lente van 1711 werd aan de landzijde van de kolk een ring- of nooddijk gelegd. Daarmee hoopte de dijkstoel van de Over-Betuwe een nieuwe overstroming af te wenden en het op de akkers uitgezaaide winterkoren te redden. Later in 1711 verrees buitenom de kolk een nieuwe dijk, de Kromme Dijk. Het wiel werd daardoor binnengedijkt. Verder werd het benedenste deel van de ringdijk in gebruik genomen als kweldam. Terwijl het bovenste deel van die ringdijk ging fungeren als verbindingsweg, tegenwoordig Rijksweg-West.
Vroeger stond bij het wiel Herberg het Zwaantje, tegenwoordig ligt aan de rand van de plas Huize Voorburg. In de tuin is nog een stuk sluismuur te zien, een overblijfsel van de Grift. De kolk is nu in gebruik als viswater door leden van de Hengelsportvereniging Elden. Het bestand aan vis bestaat vooral uit brasem, zeelt, rietvoorn en blankvoorn, karper, snoek, baars en een enkele winde. De kolk mag worden bevist vanaf de oost- en de zuidzijde.

### Kolk van Westerveld

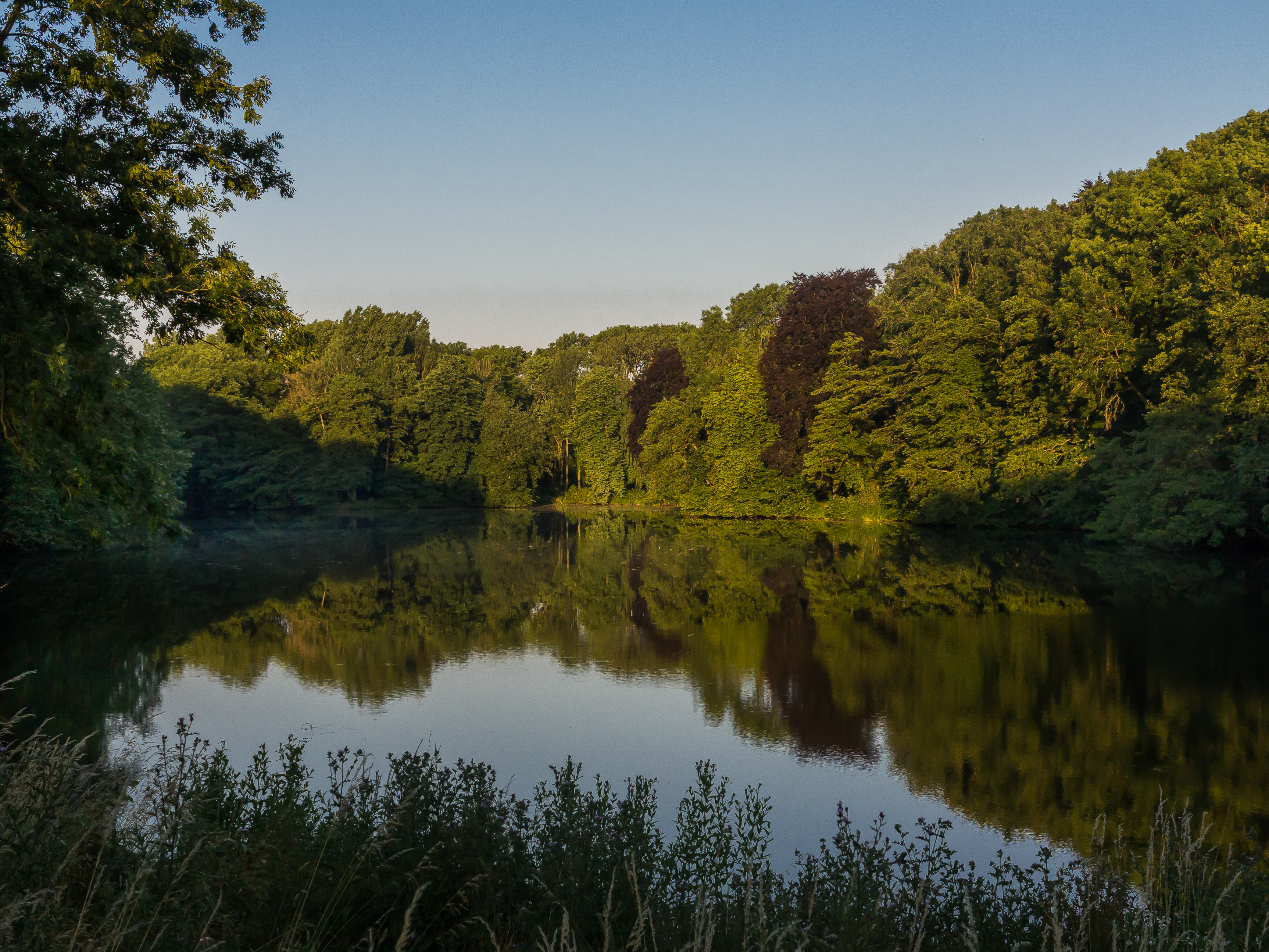
Kolk Westerveld

De Kolk van Westerveld ligt in Park Westerveld. Het is ontstaan door een dijkdoorbraak op 23 december 1740, waarbij de Rijn hier een gat sloeg van 170 meter. Ook elders in het rivierengebied braken dijken en liep land onder. Het herstel van de dijk vond pas plaats in de zomer van 1741. Het gat is gerepareerd door de dijk met een haakse bocht om de kolk heen te leggen, waardoor de kolk binnendijks kwam te liggen. Doordat bij deze doorbraak de kleilaag werd doorbroken treedt er bij hoge waterstanden van de Rijn veel kwel op, waardoor het oude westelijke deel van het park drassig kan zijn.

### Spiekerskolk

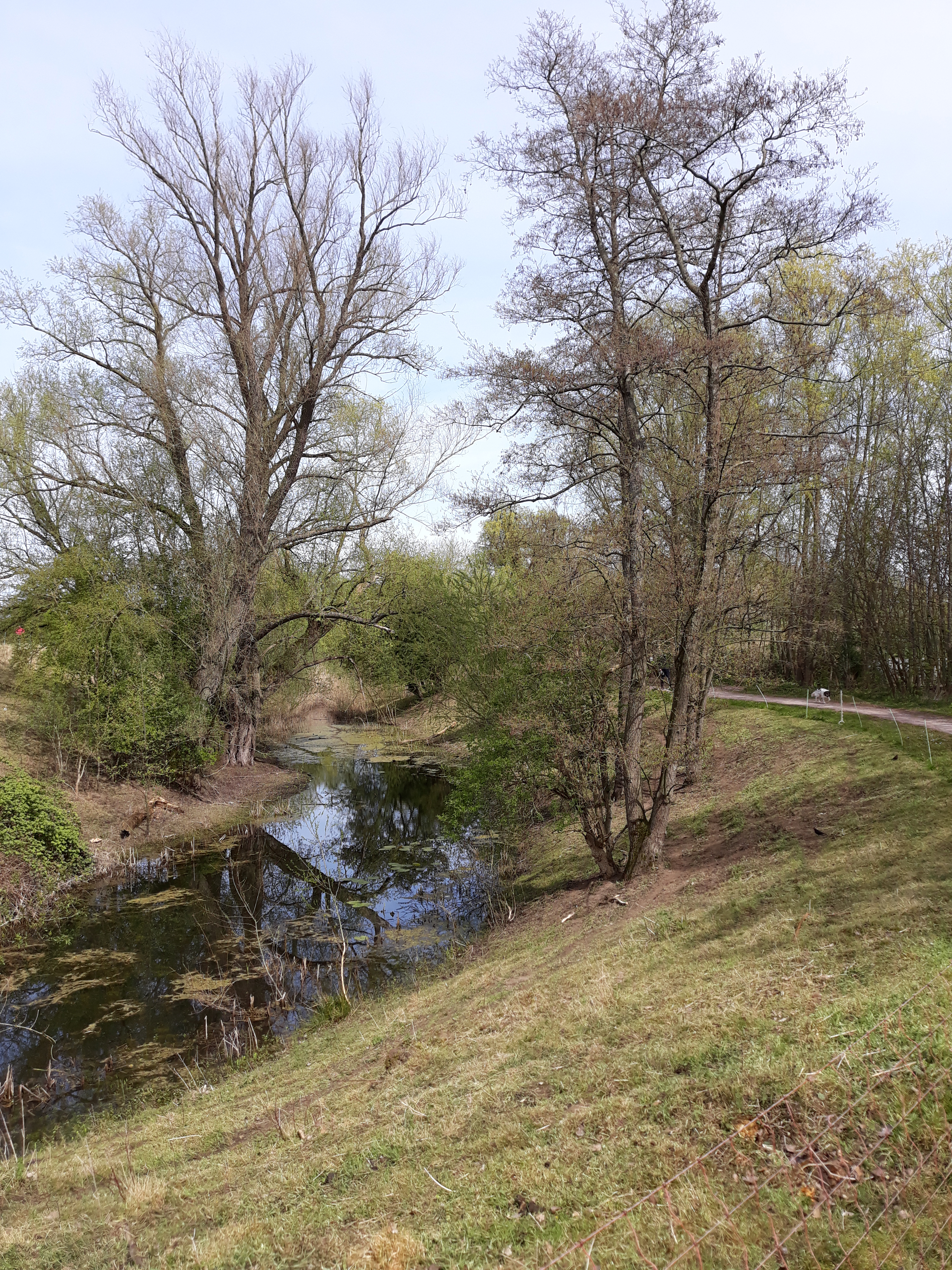
Spiekerskolk te Elden

Bij de doorbraak in 1740 ontstond nog een tweede kolk. Het overstromingswater van de Meinerswijkse polder ontlastte zich deels over de Griftdijk heen naar de Malburgse Polder.  Over die dijk heen klaterend, bestormde het vloedwater de Kleidijk, aan de Malburgse zijde van de Grift. Dat leidde tot het plaatselijk wegspoelen van de Kleidijk en het ontstaan van de Spiekerskolk. Het wiel dat werd gevormd, was hierbij samengevloeid met de voormalige Grift. Na de ramp werd de Griftdijk hersteld. Tot de maatregelen behoorde de bouw in 1752 van een doorlaatbrug in de Griftdijk noordwestelijk van de Spiekerskolk. Wegens de komst van deze doorlaat zal zijn afgezien van volledig herstel van het gat in de Kleidijk.  De Spiekerskolk vormt dus geen litteken van een gewone dijkbreuk. De Griftdijk was namelijk geen echte bandijk maar een kanaaldijkje waarover het lijnpad van de Grift liep. De Kleidijk diende wellicht oorspronkelijk als de westelijke waterkerende scheiding van de Eldense buitenpolder: het Grote Griet.
De Spiekerskolk en het afwateringssluisje vanaf de Malburgse polder is een gemeentelijk monument.

### Kolk van Schouten

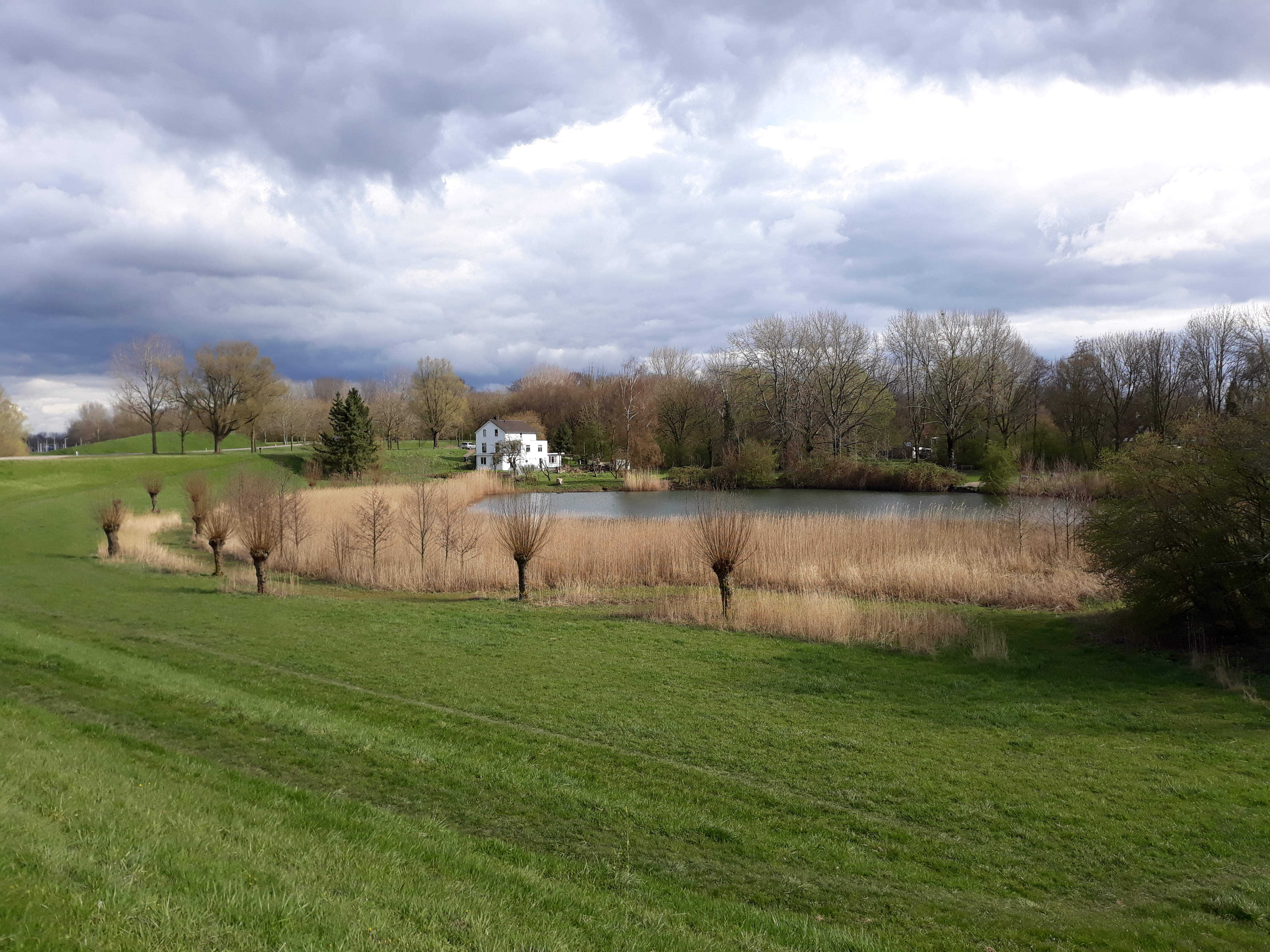
Kolk van Schouten

De Kolk van Schouten is ontstaan bij een dijkdoorbraak in 24 januari 1820 als gevolg van dooi en opgehoopt ijs. De dijk brak over een lengte van 160 meter  In Elden leed vooral boerderij Steenen Camer nadeel. Water en ijs veroorzaakten schade aan gebouwen, fruitgewas, wintergraan en knotwilgen; voorraden hooi en paardenbonen dreven weg. Tabaksland, akkers en weiden raakten bedolven onder het zand dat het water had losgewoeld in de ontstane diepe kolk. Het dijkgat werd provisorisch gedicht door aanleg van een ringdijk buitenom het wiel. Later werd die ringdijk omgetoverd tot een sierlijk kronkelende bandijk, een vingerling. Er werd ook een dam gelegd om de kwel in de kolk te beteugelen.
De kolk is vernoemd naar een hier wonende fruitteler.

### Operatie Ooievaar
In de Tweede Wereldoorlog werd de dijk op 2 december 1944 tijdens de operatie Fall Storch door de Duitsers ter hoogte van dijkmagazijn Elden opgeblazen.

## Dijkobjecten

### Het Hoefijzer

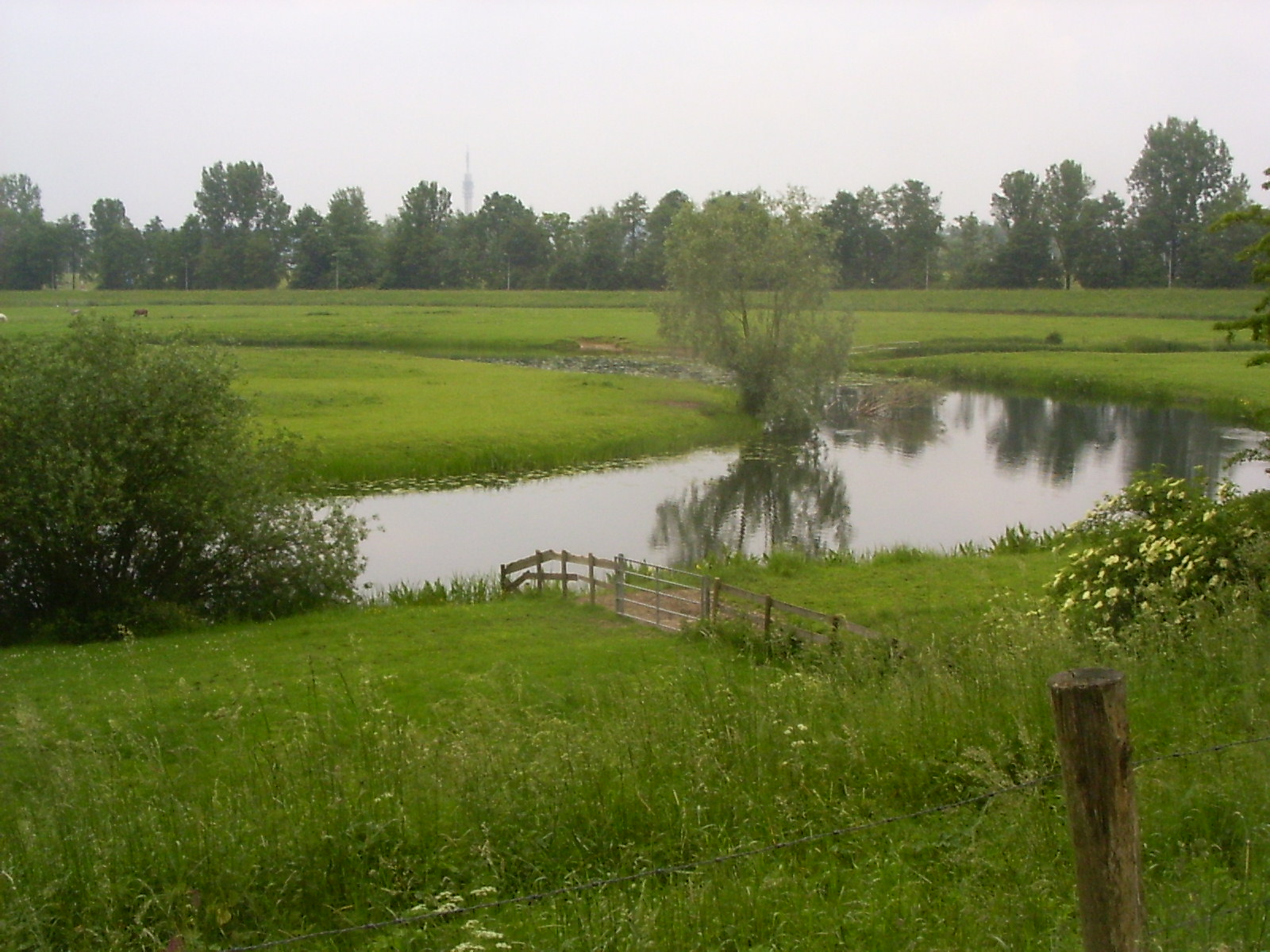
Het Hoefijzer

Bij kolk het Zwaantje ligt aan de andere kant van de dijk Het Hoefijzer, een hoefijzervormige gracht dat overblijfsel is van het hier gelegen voormalige Fort Elden. Het hoefijzer is een gemeentelijk monument.

### Doorlaatbrug Meinerswijk

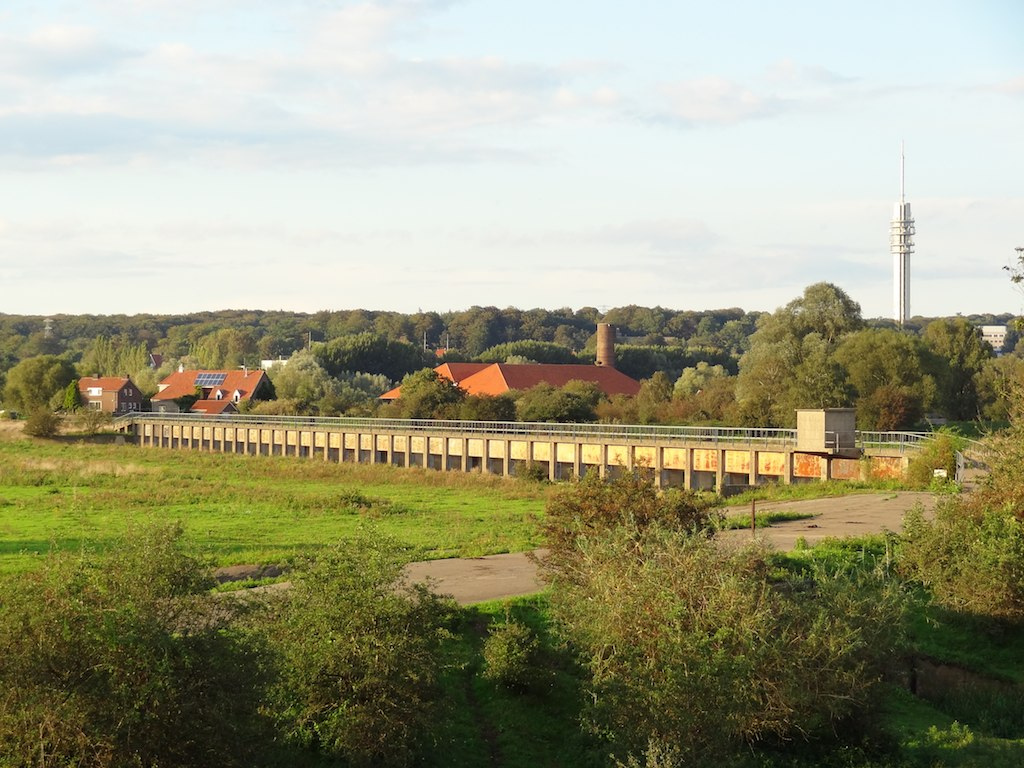
Doorlaatbrug Meinerswijk

De Doorlaatbrug Meinerswijk ligt noordelijk van de dijk in de polder Meinerswijk. Vanaf de dijk loopt een pad over de doorlaatbrug richting de in de polder gelegen steenfabrieken.

### Dijkmagazijn Elden

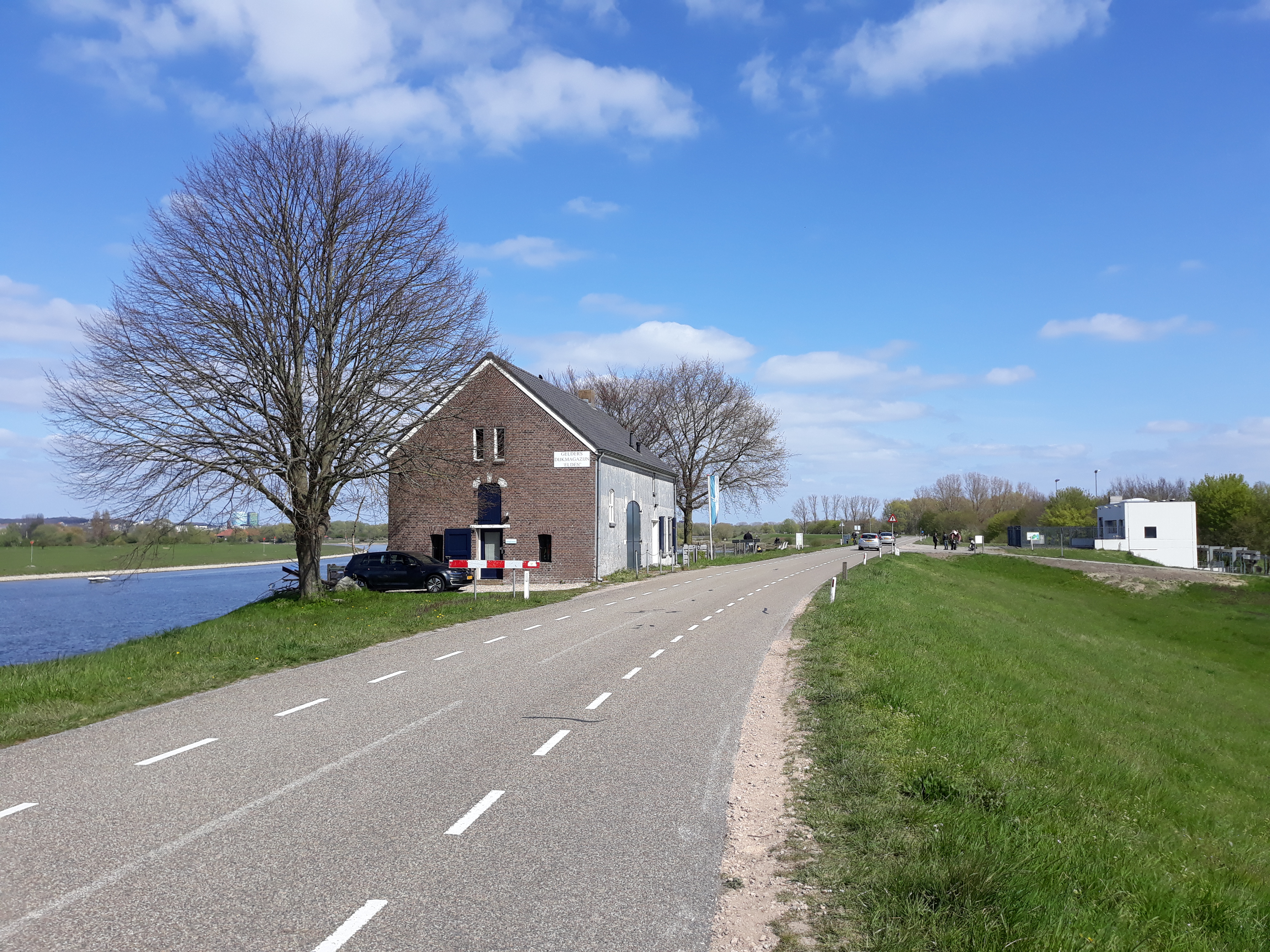
Dijkmagazijn Elden

Oostelijk van de spoorlijn Arnhem-Nijmegen ligt het Dijkmagazijn Elden. Dijkmagazijnen werden vanaf 1835 overal langs de grote rivieren gebouwd, met tussenafstanden van 5 tot 15 kilometer. Er werd materiaal in opgeslagen dat in het geval van een dijkdoorbraak van pas kwam zoals rijshout, kruiwagens en lantaarns. Dijkmagazijn Elden is in 1856 door het Polderdistrict Oost-Betuwe gebouwd. Het was tot ongeveer 1950 in gebruik. Het gebouw is eind jaren 00 gerestaureerd en wordt beschouwd als industrieel erfgoed.